# Себасчен (Техас)
Себасчен (англ. Sebastian) — переписна місцевість (CDP) в США, в окрузі Вілласі штату Техас. Населення — 1684 особи (2020).

## Географія
Себасчен розташований за координатами 26°20′43″ пн. ш. 97°47′47″ зх. д. / 26.34528° пн. ш. 97.79639° зх. д. (26.345238, -97.796296).  За даними Бюро перепису населення США в 2010 році переписна місцевість мала площу 4,33 км², з яких 4,32 км² — суходіл та 0,01 км² — водойми.

## Демографія
Згідно з переписом 2010 року, у переписній місцевості мешкало 1917 осіб у 596 домогосподарствах у складі 458 родин. Густота населення становила 443 особи/км².  Було 682 помешкання (158/км²).
Расовий склад населення:
| - 85,7 % — білих - 0,6 % — чорних або афроамериканців - 0,2 % — корінних американців - 11,6 % — осіб інших рас |

До двох чи більше рас належало 1,9 %. Частка іспаномовних становила 94,6 % від усіх жителів.
За віковим діапазоном населення розподілялося таким чином: 32,5 % — особи молодші 18 років, 55,6 % — особи у віці 18—64 років, 11,9 % — особи у віці 65 років та старші. Медіана віку мешканця становила 33,5 року. На 100 осіб жіночої статі у переписній місцевості припадало 96,4 чоловіків;  на 100 жінок у віці від 18 років та старших — 92,0 чоловіків також старших 18 років.
Середній дохід на одне домашнє господарство  становив 24 788 доларів США (медіана — 16 830), а середній дохід на одну сім'ю — 30 781 долар (медіана — 20 697). За межею бідності перебувало 53,1 % осіб, у тому числі 68,8 % дітей у віці до 18 років та 30,5 % осіб у віці 65 років та старших.
Цивільне працевлаштоване населення становило 472 особи. Основні галузі зайнятості: освіта, охорона здоров'я та соціальна допомога — 20,6 %, мистецтво, розваги та відпочинок — 14,8 %, сільське господарство, лісництво, риболовля — 14,4 %.